# Doi Chong (Mae Sai)
De Doi Chong is een berg in het Daen Lao-gebergte in de amphoe Mae Sai in Thailand. De berg is 1269 meter hoog en is daarmee de op 23 na hoogste berg van Chiang Rai.